# William Voltz
William Voltz (* 28. Januar 1938 in Offenbach am Main; † 24. März 1984 in Frankfurt am Main, Pseudonym von Wilhelm „Willi“ Karl Voltz; andere Pseudonyme: Detlef Kaufmann und Ralph Steven) war ein deutscher Schriftsteller. Er schrieb seit 1962 für die Science-Fiction-Serie Perry Rhodan und prägte die Serie als Chefautor von 1975 bis zu seinem Tod nachhaltig.

## Der Autor
Wilhelm Karl Voltz veröffentlichte seinen ersten Roman 1958 im Georg Wiesemann Verlag (Wuppertal) als Leihbuch. Der Roman Sternenkämpfer gewann sehr bald zahlreiche Preise. Über Fandom-Aktivitäten kam er schließlich auch zur Perry-Rhodan-Serie, wo er mit Band 74 Das Grauen seinen vielbeachteten Einstand feierte. Voltz hatte K. H. Scheer über seine Mitgliedschaft im Science Fiction Club Deutschland (SFCD) kennengelernt und solchen Eindruck auf den Mitbegründer von Perry Rhodan gemacht, dass er einen Exposé-Auftrag von ihm erhielt. Neben Das Grauen wurden viele seiner Romane zu Perry-Rhodan-„Klassikern“, z. B. Ein Freund der Menschen (Heft Nr. 99), Am Ende der Macht (Nr. 299), Das heimliche Imperium (Nr. 519), Der Zeitlose (Nr. 746), Welt ohne Menschen (Nr. 757), Bardioc (Nr. 850) und Der Terraner (Nr. 1000). Der maßgeblich von ihm konzipierte „Aphilie-Zyklus“ (Hefte 700 bis 799) gilt bis heute als ein Höhepunkt der Serie. Manche der von ihm bei Perry Rhodan eingebrachten Figuren waren zum Teil komplexe, vielschichtige Persönlichkeiten, oft auch sympathische Anti-Helden und Einzelgänger, denen nicht selten eine gewisse Fremdartigkeit anhaftete, selbst wenn es sich dabei, wie bei dem schüchternen „Maskenträger“ Alaska Saedelaere, um Menschen handelte. Manchmal waren es auch geheimnisvolle, einsam suchende Wesen, deren wahre Identität, Bestimmung und oft tragische Geschichte bisweilen erst nach längerer Zeit preisgegeben wurden, wie bei dem „blinden Mädchen“ Kytoma oder bei Callibso, dem „Puppenspieler aus Derogwanien“.

### Das Voltzen
In den von ihm geschaffenen Figuren kam häufig seine zutiefst humanistische Einstellung zum Ausdruck. Sein Metier waren die stillen Helden, die ohne Pathos ihrer Aufgabe nachgingen und sie zum Wohle aller erfüllten. Allerdings wurden diese Figuren am Ende eines seiner Perry-Rhodan-Romane häufig „gevoltzt“.
Unter „voltzen“ verstand man, dass er einen Handlungsträger, den er vom Beginn des Romans an liebevoll aufbaute und charakterisierte, so dass der Leser das Gefühl hatte, diese Figur in- und auswendig zu kennen, am Ende des Romanes sterben ließ. Der Tod erfolgte dann meist selbstlos bei einer Handlung, die andere schützen sollte, und stand im Einklang mit dem geschaffenen Charakter der Figur.

## Exposétätigkeit
Ab Band 674 (1975) beerbte William Voltz K. H. Scheer als Exposéautor und bestimmte bis zu seinem Tod 1984 maßgeblich den Kurs von Perry Rhodan. Unter seiner Leitung änderte sich der Grundton der Serie. Waren die Romane der 60er Jahre mit ihren vorwiegend militärischen Konflikten noch stark vom Geist des Kalten Kriegs geprägt, so kam nun immer stärker eine humanistische Richtung ins Spiel. Geheimnisse des Kosmos, die Frage nach Ursprung und Sinn des Lebens im All oder die geistige Entwicklung der Menschheit und ihre Rolle im Universum traten in den Vordergrund. Nach Einschätzung des STERN hielt damit der Geist der 68er Einzug bei Perry Rhodan: „Bis dahin wurde geschossen, von nun an wurde gegrübelt.“ In dieser Zeit wurden viele Richtungen der Serie festgelegt und ein Hintergrund und Überbau geschaffen, der Perry Rhodan bis heute noch durchdringt und prägt. Manchmal auch nicht sehr zur Freude der derzeitigen Autoren, die bisweilen mit der Beliebtheit von William Voltz bei den Fans kämpfen mussten und so manches Mal erlebten, dass eine Veränderung seiner Konzeption Widerstand in der Gemeinde hervorrief.

### Silberbände
Cheflektor Kurt Bernhardt beauftragte Voltz mit der Bearbeitung des ersten Silberbands. Laut Bernhardt sollten die ersten fünf Heftromane zu einem abgeschlossenen Roman umgearbeitet werden. Weitere Vorgaben lauteten, dass der Text nichts von der Ursprünglichkeit der Originalfassungen verlieren durfte, dass er aber auch keinerlei Fehler mehr enthalten solle. William Voltz schilderte die Entstehungszeit des ersten Silberbands selbstironisch so: „In der Zeit, da das Buch die Form annahm, in der es sich seinen Lesern nun präsentiert, habe ich halb Deutschland bereist, keinen Rasen mehr gemäht, Freunde verprellt, Kollegen verärgert, Streit mit Frau und Kindern angefangen, die Nachbarn nicht mehr gegrüßt, katastrophale Leistungen im Fußball geboten, kistenweise Bier getrunken und Zigarren geraucht.“
Für die Bearbeitung der einzelnen Heftromane und deren Transferierung in die Silberbände erstellte William Voltz eine Konzeption, mit deren Hilfe die Tendenzen der frühen sechziger Jahre umgangen wurden. Um den globalen gesellschaftlichen und weltanschaulichen Veränderungen seit der Hochzeit des Kalten Krieges Rechnung zu tragen, wurden alle übertriebenen, einseitig glorifizierenden Darstellungen der Terraner, übertriebene Schwarz-Weiß-Schematisierungen anderer Völker (insbesondere des Feindbildes), allzu drastische militärische Darstellungen und anderes entschärft. Die Romane wurden entweder umgeschrieben oder fanden keinen Einzug in die Bücher.

### Atlan, Dragon und Mythor
Auch bei der Atlan-Serie war William Voltz von Anfang an mit dabei. Später übernahm er auch dort die Exposés. 1973 startete er mit Dragon die erste Fantasy-Serie Deutschlands. Anfang der 1980er Jahre initiierte er mit Mythor noch einmal eine neue Serie als Exposé-Autor, bevor diese Aufgabe Ernst Vlcek übertragen wurde.

## Krankheit
William Voltz erkrankte Anfang der achtziger Jahre schwer an Krebs und verbrachte seine letzten Jahre damit, die Serie bis weit in die 1200er Bände hinein zu konzipieren. Mit Thomas Ziegler versuchte er, einen Nachfolger aufzubauen, der aber nicht dabeiblieb. Als er am 24. März 1984 starb, erschütterte das nicht nur das Fandom nachhaltig.
Bezeichnenderweise hieß sein letzter Perry-Rhodan-Roman Einsteins Tränen.

## Ehrungen
Eine frühe „Ehrung“ zu Lebzeiten liegt in der Schaffung der Spezies der Matten-Willys, die als willige arbeitseifrige Wesen frühe Romane der Serie bevölkerten. Der Name deutete auf William Voltz und dessen seinerzeit etwas längere Haartracht hin.
Zu William Voltz’ Ehren wurde 1984 ein William-Voltz-Gedächtnisband veröffentlicht. In ihm gaben alle damaligen Autoren ihren Erinnerungen an William Voltz in kleinen Anekdoten Ausdruck. Zudem enthielt er seine wichtigsten Lebensstationen und einige teilweise noch unveröffentlichte Storys.
Zum Gedenken an seinen 20. Todestag wurde 2004 erstmals der William Voltz Award verliehen. Die drei besten eingesandten Kurzgeschichten wurden auf der Frankfurter Buchmesse prämiert.
2005 wurde die beste SF-Kurzgeschichte zum festgelegten Thema „Roboter“ prämiert, im Jahr 2006 zum Thema „Geschichten, die im 22. Jahrhundert handeln“. Der Wettbewerb 2007 beschäftigte sich mit Geschichten, „die sich auf einer fremden Welt [ereignen]“.

## Bibliografie

### Perry-Rhodan-Heftromane (1963–1983)
- 74: Das Grauen
- 87: Die Schläfer der ISC
- 92: Geheimmission Moluk
- 99: Ein Freund der Menschen
- 104: Nur ein Greenhorn
- 110: Auf den Spuren der Antis
- 115: Der Imperator und das Ungeheuer
- 119: Saat des Verderbens
- 124: Das Psycho-Duell
- 128: Mörder aus dem Hyperraum
- 133: Roboter, Bomben und Mutanten
- 139: Die Laurins kommen !
- 143: Für Menschen verboten
- 147: Amoklauf der Maschinen
- 153: Eine Handvoll Leben
- 154: Der Gehetzte von Aralon
- 161: Vier von der USO
- 162: Der Pakt mit dem Tod
- 168: Die Eisfalle
- 174: Die Panzerbrecher
- 180: Der gnadenlose Gegner
- 181: Gefangen in Zentral-City
- 183: Die Dschungel-Armee
- 191: Tschato, der Löwe
- 192: Die Kriegslist des Akonen
- 197: Höllentanz der Riesen
- 203: Die Stadt der Verfemten
- 207: Die 73. Eiszeit
- 212: Die Mikro-Festung
- 216: Aufbruch der Oldtimer
- 221: Verschleppt nach Andro-Alpha
- 227: Der Duplo und sein Schatten
- 228: Die Rache des Mutanten
- 235: Die Kaste der Weißrüssel
- 236: Im Camp der Gesetzlosen
- 241: Fünf von der CREST
- 242: Das Rätsel des Sumpfplaneten
- 251: Die Armee der Biospalter
- 252: Die Welt der Regenerierten
- 257: Der Dreitöter
- 262: Der Meisterplan
- 263: Sieben Stunden Angst
- 273: Unter den Gletschern von Nevada
- 274: Zwischen Feuer und Eis
- 278: In geheimer Mission auf Lemuria
- 279: Die Bezwinger der Zeit
- 284: Anschlag gegen die Erde
- 285: Die dritte Waffe
- 292: Der Bahnhof im Weltraum
- 293: Unternehmen Central-Station
- 299: Am Ende der Macht
- 301: Die Plattform des Schreckens
- 308: Grüner Mond über Jelly-City
- 312: Das Geheimnis der Regenwelt
- 313: Im Lager der Löwenmenschen
- 322: Ein Gigant erwacht
- 323: Die Zeitpolizei
- 328: Die Flotte der gläsernen Särge
- 330: Ein Mann wie Rhodan
- 331: Aufstand der Menschheit
- 334: Im Arsenal der Giganten
- 337: Kontakte mit Unbekannt
- 338: Die stählerne Zitadelle
- 343: Planet der tausend Freuden
- 347: Die Sucher von M-87
- 351: Der versklavte Riese
- 355: Der Doppelagent von Rumal
- 356: Ein Zeitpolizist desertiert
- 362: Der Irre und der Tote
- 370: Verrat auf OLD MAN
- 377: Wüste der strahlenden Steine
- 378: Planet der Ungeheuer
- 382: Planet der Ruinen
- 386: Hilfe von Sol
- 394: Die Bestie erwacht
- 397: Das System der 13 Monde
- 401: Aufbruch ins All
- 404: Die Piraten-Lady
- 408: Amoklauf der Mutanten
- 414: Der Weltraum-Zirkus
- 417: Attentat auf die INTERSOLAR
- 419: Konferenz der Verräter
- 424: Im Zeitstrom verschollen
- 428: Die Stunde der Thunderbolts
- 432: Die Welt der Mutanten
- 433: Die Stadt der tausend Fallen
- 438: Im Jahr der Cappins
- 442: Die Bestien von Zeut
- 447: Der Terraner und der Gläserne
- 452: Planet der Pazifisten
- 455: Auf der Arenawelt
- 456: Der Schaukampf
- 463: Die Spione von Siga
- 464: Der falsche Ganjo
- 471: Der letzte Test
- 475: Der große Vasall
- 480: Der Dieb von Gruelfin
- 481: Die Clique der Verräter
- 484: Das Ende der Odikon
- 486: Zwischen Weltraum und Untergrund
- 487: Ich, der Ganjo
- 492: Das stählerne Gefängnis
- 496: Die Flotte der Clans
- 501: In der Betonwüste
- 505: Im Schwarm gefangen
- 510: Die Ausgestoßenen
- 515: Die Wächter der Einsamkeit
- 519: Das heimliche Imperium
- 525: Das große Sterben
- 533: Der Durchbruch
- 534: Der Schwarze Dämon
- 540: Die Attacke der Cynos
- 545: Der Maskenträger
- 551: Menschheit im Test
- 556: Der Sonnengigant
- 561: Verstoßen ins Nichts
- 566: Planet im Hyperraum
- 567: Der Mann aus dem Eis
- 576: Ein Mutant verschwindet
- 577: Ein Mutant wird gejagt
- 583: Der Ara und die Verzweifelten
- 585: Das Doppelspiel des Arkoniden
- 598: Die Para-Bank
- 601: Die falschen Mutanten
- 607: Arena Eiswelt
- 614: Flugziel Andromeda
- 615: Gefahr für Andromeda
- 623: Markt der Gehirne
- 628: Der Ceynach-Jäger
- 635: Das steinerne Gehirn
- 640: Das verrückte Gehirn
- 646: Kontakte mit der Ewigkeit
- 650: Der Bund der Sieben
- 655: Der letzte Magier
- 663: Leticron, der Überschwere
- 667: Wächter des Ewigen
- 678: Zeus Anno 3460
- 686: Die Flotte der Toten
- 687: Begegnung im Chaos
- 696: Botschafter des Friedens
- 697: Im Interesse der Menschheit
- 705: Flucht aus Imperium-Alpha
- 709: Stahlfestung Titan
- 717: Das Ende von Balayndagar
- 726: In der Dakkarzone
- 730: Wege ins Nichts
- 731: Die Diebe von der Sol
- 740: Der Schaltmeister von Orcsy
- 746: Der Zeitlose
- 757: Welt ohne Menschen
- 758: Die Einsamen von Terra
- 765: Fehde der Mächtigen
- 768: TERRA-PATROUILLE
- 777: Kampf den Invasoren
- 778: Duell der Außerirdischen
- 785: Die erste Inkarnation
- 790: Das Geheimnis des Moduls
- 800: Die Kaiserin von Therm
- 801: Sirenen des Alls
- 810: Homo sapiens X7
- 816: Meister der Gravitation
- 819: Die fliegende Stadt
- 829: Die List des Terraners
- 830: Die vierte Inkarnation
- 840: Auf BULLOCS Spuren
- 850: BARDIOC
- 851: Kosmischer Alptraum
- 860: Rückkehr des Zeitlosen
- 861: Gehirntransport
- 870: Plondfair, der Berufene
- 871: Zentrum der Lüge
- 884: Raumschiff des Mächtigen
- 885: Kampf in der PAN-THAU-RA
- 894: Soldaten des LARD
- 895: Herren der PAN-THAU-RA
- 899: Orkan im Hyperraum
- 900: LAIRE
- 908: Aura des Friedens
- 917: Grenze im Nichts
- 918: Das Grab des Mächtigen
- 929: Die Demonteure
- 930: Das Loch im Universum
- 944: Planet der Puppen
- 952: Die Höhlen der Ringwelt
- 969: Der falsche Ritter
- 970: Das Ende der Wächter
- 982: Der Auserwählte
- 1000: Der Terraner
- 1007: Die Kosmische Hanse
- 1020: Das Viren-Experiment
- 1027: Das Superspiel
- 1035: Sphinx
- 1041: Das Orakel
- 1048: Atlans Rückkehr
- 1056: Die steinerne Charta
- 1070: Gefangene der Materie
- 1086: Solaner-Jagd
- 1100: Der Frostrubin
- 1108: Sturz aus dem Frostrubin
- 1120: Geschäfte mit dem Tod
- 1136: Die letzten Maahks
- 1141: Die Zeit bleibt Sieger
- 1165: Einsteins Tränen

### Perry-Rhodan-Taschenbücher/Planetenromane (1965–1976)
- 9: Invasion der Puppen
- 15: Ich, Rhodans Mörder
- 19: Die Zone des Schreckens
- 25: Ins Weltall entführt
- 37: Die Macht der Träumer
- 41: Tunnel in die Unendlichkeit
- 60: Kundschafter aus dem All
- 72: Im Auftrag der MdI
- 99: Die tödliche Erfindung
- 113: Die Söhne Sols
- 144: Die Seelenlosen
- 161: Die einsame Sternenstadt

### Atlan-Heftromane (1969–1981)
- 3: Das Psycho-Team
- 5: Die Doppelgängerin
- 7: Der Tod muß warten
- 9: Geheimstützpunkt Eiswelt
- 12: Agent der Lenkzentrale
- 16: Siganesen sieht man nicht
- 35: Der Tod von Humarra
- 44: Die Schule der Attentäter
- 49: Jäger der Unsterblichkeit
- 61: Der Positronik-Boy
- 77: Der Robotmensch und der Mutant
- 200: Herrscher im Mikrokosmos
- 300: Das neue Atlantis
- 500: Die Solaner

### Dragon-Heftromane (1973–1975)
- 1: Griff nach Atlantis
- 2: Meister der Dimensionen
- 3: Untergang von Atlantis
- 15: Das Tal der Drachen
- 25: Herr der Kristalle
- 39: Diener des Windes
- 51: In der Hungerwüste

### Einzelromane
- Sternenkämpfer. Wiesemann, 1958. Auch als: Pabel (Utopia Zukunftsroman #200), 1959.
- Hotel Galactic. Moewig (Terra Taschenbuch #165), 1969.
- Alphacode Höhenflug. Pabel (ZBV-Taschenbuch #30), 1975.
- Ein Roboter in der Garage. Goldmann (Goldmann Jugendbücher #20214), 1978, ISBN 3-442-20214-0.
- Die tote Stadt. Moewig (Utopia Classics #53), 1983.
- Robot-Legende. Moewig (Utopia Classics #56), 1983.
- Das Schiff des Mutanten. Moewig (Utopia Classics #63), 1984.
- Galaktische Station 17. Moewig (Utopia Classics #65), 1984, ISBN 3-8118-5011-3.
- Die letzten Menschen der Erde. Moewig (Utopia Classics #69), 1984, ISBN 3-8118-5015-6.
- Das Weltraumteam. In: Horst Hoffmann (Hrsg.): William Voltz Gedächtnisband. Moewig, 1984, ISBN 3-8118-7095-5.
- Griff nach Atlantis. Moewig (Utopia Classics #76), 1985, ISBN 3-8118-5022-9.
- Der Untergang von Atlantis. Moewig (Utopia Classics #77), 1985, ISBN 3-8118-5023-7.

### Kurzgeschichtensammlungen
- Quarantäne und andere Stories. Moewig (Terra #316), 1963.
- Der Doppelgänger und andere Stories. Moewig (Terra #393), 1965.
- Der Mann mit dem sechsten Sinn. Moewig (Terra #539), 1967.
- Invasion der Friedensbringer. Pabel-Moewig (Terra Astra #97), 1973.
- Quarantäne. Heyne Science Fiction & Fantasy #3357, 1973.
- mit Alfred Keisner: Zeitsplitter. Moewig, 1981, ISBN 3-8118-2019-2.

Collected SF-stories
- 1 Der Triumph. Pabel (Utopia Classics #22), 1980.
- 2 Alphabet des Schreckens. Pabel (Utopia Classics #24), 1980.
- 3 Der Rettungsplan. Pabel (Utopia Classics #30), 1981.
- 4 Ein Stück Ewigkeit. Pabel (Utopia Classics #37), 1982.
- 5 Die Haut des anderen. Moewig (Utopia Classics #60), 1983.